# Patrik Wallenberg
Patrik Wallenberg, född 4 januari 1977 i Grimsås, Västergötland, är en svensk före detta professionell ishockeyspelare (högerforward).
Han vann SM-guld med Färjestad BK 1997 & 1998.